# Isabella Jagellonica
Isabella Jagellonica eller Isabella Jagiełło (ungarsk: Jagelló Izabella; polsk: Izabella Jagiellonka) (18. januar 1519–15. september 1559) var en polsk-litauisk prinsesse, der var dronning af Ungarn fra 1539 til 1540.
Hun var datter af kong Sigismund 1. af Polen og blev gift med den ungarske konge Johan Zápolya i 1539. Efter mandens død var hun regent i Ungarn fra 1540 til 1559 som formynder for sønnen Johan Sigismund Zápolya, der under navnet Johan 2. var konge af Ungarn fra 1540 til 1570.
En af hendes søstre, Katarina Jagellonica, blev dronning af Sverige.

## Biografi
Isabella blev født den 18. januar 1519 i Krakow i Polen som datter af kong Sigismund 1. af Polen i hans ægteskab med den italienske prinsesse Bona Sforza. I 1539 blev hun gift med den ungarske konge Johan Zápolya. Da denne døde to uger efter fødslen af deres søn Johan Sigismund i 1540, blev hun regent af Ungarn som formynderske for sin umyndige søn, der blev valgt til konge af Ungarn. Efter Budas erobring af tropper fra Det Osmanniske Rige i 1541 fik hun af sultan Süleyman 1. tildelt området Transsylvanien at regere over. Da Transsylvanien efter en traktat i 1551 tilfaldt kejser Ferdinand 1., forlod hun landet med sin søn men vendte tilbage i 1556. Hun døde 40 år gammel den 15. september 1559 i Gyulafehérvár i Transsylvanien (i dag Alba Iulia, Rumænien).

## Eksterne links
- Wikimedia Commons har flere filer relateret til Isabella Jagellonica